# 另类音乐人
另类音乐人是活跃于1990年代的马来西亚华语原创流行音乐组合，成立于1991年，3名成员包括：周金亮、叶友弟和张盛德，叶友弟是组合的主唱， 代表作品包括〈用马来西亚的天气来说爱你〉和〈茨厂街〉。
另类音乐人制作公司集合音乐创作人、演唱者、音乐导师的身份于一体，策划过大型校园创作比赛“海螺新韵奖”。1994年至1997年加盟马来西亚滚石唱片，发行过3张华语创作专辑。1993年获得丽的呼声（988电台前身）举办第一届热辣金曲奖“热辣Unplugged奖”，1994年获得第二届热辣金曲奖“热辣组合大跃进奖”，1995年至1997年连续三年入选南洋十大歌星。
另类音乐人解散之后，成员们各自发展，周金亮和张盛德 仍然是马来西亚华语歌坛活跃的词曲创作人，叶友弟 成为独立歌手和演员。2015年，他们三人则以另类音乐人的名义，开了一场演唱会。2018年，周金亮和张盛德组成“大费周张”，重新复出演唱。